# Pena di morte a San Marino
La pena di morte nella Repubblica di San Marino è stata in vigore, per legge, fino al 1865.

## Storia
La pena di morte per decapitazione era già prevista negli statuti del Trecento, ma la sua ultima applicazione risale, secondo alcune fonti, al 1677 per un'accusa di omicidio, o al 1468, secondo altre, e secondo la dichiarazione ufficiale del governo depositata all'OSCE nel 2010.
La sua abolizione formale risale al 1848 e tale divieto rimase attivo per 5 anni. Nel 1853 venne reintrodotta in seguito all'omicidio del Segretario di Stato, fino alla definitiva abolizione del 1865.
Secondo Amnesty International San Marino è stato il primo paese europeo ad abolire la sentenza capitale. In realtà, il primo stato sovrano in assoluto ad abolirla sarebbe il Granducato di Toscana con l'emanazione del nuovo codice penale toscano (Riforma criminale toscana o Leopoldina promulgata il 30 novembre 1786), firmato dal granduca Pietro Leopoldo.
Il 25 aprile 2003 la Repubblica ha ratificato il Protocollo della Convenzione Europea sui Diritti Umani, che vieta la pena di morte in qualsiasi circostanza, mentre il 17 agosto 2004 ha ratificato il secondo protocollo opzionale al patto internazionale sui diritti civili e politici.
Inoltre San Marino ha sponsorizzato la risoluzione delle Nazioni Unite per l'abolizione della pena di morte, approvata dalla Commissione per i Diritti Umani il 21 aprile 2004.
La pena massima di detenzione nella Repubblica di San Marino è di 35 anni.